# چرتوزا دی پادولا
چرتوزا دی پادولا (یا Certosa di San Lorenzo di Padula)، یک صومعه بزرگ کارتوز واقع در شهر پادولا، در پارک ملی سیلنتو، در ایتالیای جنوبی است. این یک سایت میراث جهانی است.
این صومعه بزرگترین صومعه در ایتالیا است. تاریخچه ساختمان آن ۴۵۰ سال است، اما بخش‌های اصلی ساختمان‌ها به سبک باروک است. این یک صومعه بسیار بزرگ است که شامل ۵۱۵۰۰ متر مربع (۱۲٫۷ هکتار)، با ۳۲۰ اتاق و سالن است.

## تاریخ
چرتوزا دی پادولا توسط توماسو دی سان سورینو در ۲۷ آوریل ۱۳۰۶ در محل صومعه قبلی تأسیس شد. این بنا به لارنس رم تقدیم شده‌است و ساختار معماری آن ظاهراً یادآور توری کباب‌پزی است که قدیس بر روی آن زنده زنده سوزانده شده‌است.